# Mike Colman
Michael Anthony „Mike“ Colman (* 4. August 1968 in Stoneham, Massachusetts; † 5. April 1994 in Kansas City, Missouri) war ein US-amerikanischer Eishockeyspieler, der im Verlauf seiner aktiven Karriere zwischen 1989 und 1994 unter anderem 15 Spiele für die San Jose Sharks in der National Hockey League auf der Position des Verteidigers bestritten hat. Hauptsächlich spielte Colman aber für die Kansas City Blades in der International Hockey League, mit denen er 1992 den Turner Cup gewann.

## Karriere
Colman spielte zunächst zwischen 1987 und 1989 für die Humboldt Broncos in der Saskatchewan Junior Hockey League sowie von 1989 bis 1990 an der Ferris State University. Vor der Saison 1990/91 unterzeichnete der ungedraftete US-Amerikaner einen Profivertrag bei den Kansas City Blades, einem Team aus der International Hockey League.
Nach ansprechenden Leistungen in seiner ersten Profisaison wurden die San Jose Sharks, die zuvor eine Kooperation mit Blades eingegangen waren und in der Saison 1991/92 in ihre erste NHL-Saison gingen, auf ihn aufmerksam. Colman verbrachte die Spielzeit – wie im Jahr zuvor – hauptsächlich in der IHL, wurde aber auch bei insgesamt 15 Spielen in der NHL eingesetzt. Dabei konnte er ein Tor vorbereiten. Die Spielzeiten 1992/93 und 1993/94 verbrachte er dann wieder komplett im Farmteam in Kansas City.
Kurz vor Ende der Saison 1993/94, am 5. April 1994, wurde Colman in einen Autounfall verwickelt. Die dabei erlittenen Verletzungen waren so stark, dass er selbigen wenig später im Alter von 25 Jahren erlag.

## Erfolge und Auszeichnungen
- 1992 Turner-Cup-Gewinn mit den Kansas City Blades

## Karrierestatistik
(Legende zur Spielerstatistik: Sp oder GP = absolvierte Spiele; T oder G = erzielte Tore; V oder A = erzielte Assists; Pkt oder Pts = erzielte Scorerpunkte; SM oder PIM = erhaltene Strafminuten; +/− = Plus/Minus-Bilanz; PP = erzielte Überzahltore; SH = erzielte Unterzahltore; GW = erzielte Siegtore; 1 Play-downs/Relegation; Kursiv: Statistik nicht vollständig)